# Лившиц, Исаак Хаимович
Исаа́к Ха́имович Ли́вшиц (3 (16) июня 1896, Глуск, Бобруйский уезд, Минская губерния — 1938, Новосибирск) — советский организатор здравоохранения, заместитель заведующего Иркутским губернским отделом здравоохранения, заместитель заведующего Западно-Сибирским краевым отделом здравоохранения. Первый ректор Новосибирского медицинского института.

## Биография
Исаак Хаимович Лившиц родился 3 (16) июня 1896 года в местечке Глуск Бобруйского уезда Минской губернии (ныне Могилёвская область Белоруссии) в семье еврейского учителя и домохозяйки.
В 1907 году окончил народное училище, в 1912 году городское четырёхклассное училище. Одновременно учился в еврейской школе (хедер).
С 1914 года работал аптекарским учеником в аптеках Читы и Иркутска, с 1917 года — аптекарским помощником.
В 1918 году экстерном сдал экзамены при Читинской мужской гимназии и получил аттестат зрелости.
В 1919—1924 годы учился на медицинском факультете Иркутского государственного университета.
В 1919—1920 году член партии Поалей Цион, заведовал партийной библиотекой.
В октябре 1920 года вступил в РКП(б).
После окончания университета заведовал венерологическим диспансером в Иркутске, был санитарным врачом Иркутского губздрава, санитарным врачом Дорздрава Забайкальской железной дороги, санитарным врачом станции Нижнеудинск.
В 1925 году — заместитель заведующего Иркутским губернским отделом здравоохранения, затем заместитель заведующего Западно-Сибирским краевым отделом здравоохранения.
15 марта 1932 года становится ректором Новосибирского ГИДУВа, сменив на этом посту своего начальника по Западно-Сибирскому крайздраву М. Г. Тракмана. С 1935 года одновременно возглавляет только что открытый Новосибирский медицинский институт.
20 ноября 1937 года снят со всех должностей и арестован. Внесён в 1-ю категорию Списка лиц, подлежащих суду Военной Коллегии Верховного Суда СССР от 19 апреля 1938 года по Западно-Сибирскому краю. Расстрелян в том же году.